# Biserica de lemn din Netuș

Steag cu stema Mitropoliei Ardealului în biserica de lemn din Netuș

Biserica de lemn din Netuș, comuna Iacobeni, județul Sibiu, a fost edificată în secolul al XIX-lea. Are hramul „Sfinții Apostoli Petru și Pavel”. Biserica se află pe noua listă a monumentelor istorice sub codul LMI: SB-II-m-B-12478.

## Imagini

Vedere de ansamblu din sud-vest
Clopotniţa
Absida altarului
Vedere de ansamblu din nord-vest
Coridorul ce duce spre clopotniţă
Intrările în absida altarului
Pronaosul văzut din naos
Decoraţiune la intrarea diaconească